# Franz Boldt
Franz Arthur Boldt (* 21. Oktober 1894 in Königsberg (Preußen); † 19. Juli 1953 in Leipzig) war ein deutscher Gewerkschafter, kommunistischer Lokalpolitiker und Widerstandskämpfer gegen das NS-Regime.

## Sozialisation in der Weimarer Republik
Boldt wuchs bei Pflegeeltern in seinem Geburtsort Königsberg (Preußen) auf. Nach dem Besuch der Knaben-Volksschule zog er nach Berlin-Charlottenburg, wo er eine Fortbildungsschule besuchte und als Lauf- und Bürobursche arbeitete. Anschließend absolvierte er eine Elektrikerausbildung, die er 1915 erfolgreich abschloss und fortan beim Berliner Kaufhaus Wertheim tätig war.
Seinem Kriegseinsatz in einem Infanterieregiment in Landsberg an der Warthe und einem Eisenbahnerregiment in Serbien folgten ab Ende 1918 Anstellungen in verschiedenen Betrieben als Metallarbeiter. Nachdem er bereits vor dem Krieg Mitglied des Fabrikarbeiterverbandes geworden war, wechselte er zum Deutschen Metallarbeiterverband (DMV) und nach seinem Umzug ins Erzgebirge 1922 und einer Anstellung als Bergarbeiter in die syndikalistische Bergarbeiter-Union. Hier beteiligte sich Boldt 1924 an den Arbeitsniederlegungen gegen die staatlich verordnete Arbeitszeiterhöhung und wurde infolgedessen entlassen.
Mit seinem Wechsel zur Firma Carl Hamel in Siegmar-Schönau, wo er nach etwa halbjähriger Arbeitslosigkeit eine Anstellung als Schleifer fand, kehrte er zum DMV zurück. Ab 1928 war er beim Betrieb C. Hofmann in derselben Stadt angestellt und wurde zum Betriebsratsvorsitzenden gewählt. In kritischen Artikeln in der Betriebszeitung forderte er bessere Arbeitsbedingungen für seine Kollegen und erhielt deswegen im Juni 1931 eine Geldstrafe wegen angeblicher übler Nachrede. Zwei Monate später wurde er entlassen, konnte jedoch in einem erfolgreichen Gerichtsprozess ein Jahr später die Entlassung rückgängig machen.
Neben seinen gewerkschaftlichen Aktivitäten war Franz Boldt seit 1919 Mitglied der KPD, nach deren Spaltung zwischenzeitlich von 1920 bis 1923 der Kommunistischen Arbeiterpartei Deutschlands (KAPD). Bei der Stadtverordnetenwahl 1926 in Lugau scheiterte Boldt zunächst knapp auf der Liste der KPD, rutschte bereits ein Jahr später jedoch für einen ausgeschiedenen Abgeordneten nach und behielt dieses Mandat bis 1929. 1932 wurde er erneut gewählt. Darüber hinaus war er in verschiedenen kommunistischen Organisationen im Vorstand aktiv.

## Widerstand während der Zeit des Nationalsozialismus
Am 9. März 1933 wurden mehrere Gewerkschafts- und Parteifunktionäre aus dem sozialdemokratischen und kommunistischen Spektrum durch die SA und die Stahlhelm-Ortsgruppe Lugau verhaftet. Unter ihnen befand sich auch Franz Boldt. Über die Haftanstalten Hoheneck und Colditz kam er in das sächsische KZ Sachsenburg, in dem er bis zum 8. Juni 1934 in „Schutzhaft“ verbrachte. Nach seiner Entlassung hatte er sich zwei Mal täglich auf der Polizeiwache zu melden. Am 28. Mai 1935 wurde er erneut verhaftet, vor dem Oberlandesgericht Dresden wegen „Vorbereitung zum Hochverrat“ angeklagt und am 14. Mai 1936 zu einer zweijährigen Haftstrafe verurteilt. Seine Strafe verbüßte er im Zuchthaus Zwickau.
Direkt im Anschluss wurde er auf Befehl der Gestapo am 14. Juni 1937 erneut nach Sachsenburg, drei Tage später ins KZ Sachsenhausen verschleppt. Boldt musste beim Bau des Exerzierplatzes helfen, war beim Kartoffelschäl- und Strumpfstopferkommando sowie eine Zeitlang als Stubenältester in einem „Judenblock“ eingesetzt. In seinem Antrag zur Anerkennung als Opfer des Faschismus beschreibt Boldt die ihm widerfahrenen Misshandlungen: So musste er Dauerläufe bis zur totalen Erschöpfung machen und sich im Schnee rollen, wobei er sich ein dauerhaftes Leiden zuzog. Aus einem Befund des Universitätskrankenhauses Leipzig geht außerdem hervor, dass er durch den – unter Häftlingen als Dr. Grausam bekannten – Lagerarzt Dr. Ehrsam als „Untersuchungsobjekt“ für grausame Experimente, in seinem Fall das Einspritzen von krebserzeugenden Stoffen, missbraucht wurde. Nach seiner Entlassung am 20. April 1939 wurde Boldt aufgrund der Denunzierung eines „Vertrauensrates“ in seinem Betrieb, den Deutschen Niles Werken in Siegmar-Schönau, erneut verhaftet und zwei weitere Jahre in verschiedenen Haftanstalten eingekerkert.

## Zeit nach dem Zweiten Weltkrieg
Die insgesamt siebenjährige Leidenszeit in Haftanstalten des NS-Regimes hinderte ihn nach eigener Aussage nach der Befreiung an der aktiven Mitarbeit in den politischen und gewerkschaftlichen Gremien (u. a. SED, FDGB und Vereinigung der Verfolgten des Naziregimes). Franz Boldt litt an starker Kurzatmigkeit, Unterernährung, einer schweren Verletzung der linken Schulter und einem Riss des linken Trommelfells. Er erlag am 19. Juli 1953 in der Universitätsklinik Leipzig einem Krebsleiden.